# Oxyopes cochinchinensis
Oxyopes cochinchinensis är en spindelart som först beskrevs av Charles Athanase Walckenaer 1837.  Oxyopes cochinchinensis ingår i släktet Oxyopes och familjen lospindlar.
Artens utbredningsområde är Vietnam. Inga underarter finns listade i Catalogue of Life.